# 뮤직팩토리 엔터테인먼트의 음반
이 문서는 뮤직팩토리 엔터테인먼트에서 발매한 음반 목록이다.

## 1990년대
- 1997년 11월 ?일 NRG - New Radiancy Group
- 1998년 8월 7일 NRG - Race
- 1998년 11월 ?일 NRG - Season's Greeting
- 1999년 5월 1일 티티마 - In The Sea
- 1999년 11월 2일 NRG - Kiss In Christmas
- 1999년 11월 4일 NRG - NRG003

## 2000년대
- 2000년 6월 15일 티티마 - I wannabe.....
- 2000년 9월 6일 NRG - N.R.G 2000 Live Concert In China
- 2001년 6월 4일 NRG - 비(悲) - Sorrow
- 2001년 10월 ?일 NRG - Concert with Antonio
- 2003년 2월 7일 NRG - Hit Song
- 2004년 ?월 ?일 NRG - 어깨동무 OST[1]
- 2004년 4월 30일 NRG - New Radiancy 6 Group
- 2005년 11월 18일 NRG - One of Five:따로 또 같이
- 2007년 12월 13일 티티마 - [Digital Single] Comeback With Christmas

## 2010년대
- 2013년 7월 26일 세이 예스 - 느낌이 좋아
- 2014년 6월 26일 세이 예스 - Say 好[2]
- 2016년 8월 12일 세이 예스 - [Digital Single] Fighting!!
- 2017년 4월 7일 세이 예스 - [Digital Single] 부르고 불러
- 2017년 10월 28일 NRG - 20세기[3]
- 2017년 11월 13일 NRG - [Digital Single] Fly Day[4]
- 2018년 1월 25일 NRG - [Digital Single] 통화중
- 2018년 2월 4일 NRG - [Digital Single] 평창 올림픽 헌정곡

## 2020년대
- 2020년 1월 30일 천명훈 - [Digital Single] 내일은 미스터트롯 데스매치 PART1[5]